# Список линейных крейсеров КВМФ Великобритании
Список линейных крейсеров КВМФ Великобритании

## Тип «Invincible»
- Invincible (1908)
- Indomitable (1907)
- Inflexible (1908)

## Тип «Indefatigable»
- Indefatigable (1909)
- New Zealand (1911)
- HMAS Australia (1911) (Royal Australian Navy)

## Тип «Lion»
- Lion (1910)
- Princess Royal (1911)

## Queen Mary
- Queen Mary (1912)

## Тип «Tiger»
- Tiger (1913)
- Второй корабль, Leopard, планировался, но не был заказан

## Тип «Renown»
- Renown (1916)
- Repulse (1916) — потоплен авиацией в 1941
- Resistance (not built)

## Glorious class
Большие лёгкие крейсера (перестроены в авианосцы):
- подтип Glorious
  - Courageous (1916) — торпедирован в 1939
  - Glorious (1916) — потоплен в 1940
- подтип Furious
  - Furious (1916)

## Тип «Admiral»
- Hood (1918) — потоплен в 1941
- Howe (не строился)
- Rodney (не строился)
- Anson (не строился)

## ТипG3
Четыре корабля планировались, не строились (1921)